# Jean Le Bitoux
Jean Le Bitoux (Bordeaux, 16 agosto 1948 – Parigi, 21 aprile 2010) è stato un giornalista, attivista per i diritti LGBT francese. È stato una figura del Movimento di liberazione omosessuale francese. È stato tra i fondatori della rivista Gai Pied. Ha dedicato la vita alla lotta per il riconoscimento e dei diritti degli omosessuali e alla lotta dell'omofobia in Francia.

## Biografia
Jean Le Bitoux ha iniziato le sue battaglie a Nizza, militando nel movimento gay locale.
Più tardi si è trasferito a Parigi e si è candidato alle elezioni legislative del 1978. Nel 1979 ha fondato, con l'aiuto di alcuni amici, la rivista Le Gai Pied, che ebbe come collaboratori stabili Yves Navarre, Tony Duvert, Guy Hocquenghem, Renaud Camus, Alain Pacadis, Copi, Hugo Marsan, Gianni De Martino e Jean-Luc Hennig.
Nel 1983 ha lasciato la rivista dopo che è stato messo in minoranza alla direzione. Successivamente, temendo una deriva commerciale della rivista e a causa di aspri disaccordi sulla gestione della pubblicazione, ha rassegnato le dimissioni, seguito da quasi tutti i giornalisti in squadra.
Il periodico proseguirà nelle sue pubblicazioni senza di lui, con un orientamento più commerciale, sino al 1992, allorché dopo 541 numeri scomparirà definitivamente.
Come intellettuale e attivista, Jean Le Bitoux è stato anche coinvolto nella lotta contro l'Aids, partecipando all'associazione AIDES dal 1985.
Ha fatto parte di un'associazione che, col sostegno dalla municipalità di Parigi, si proponeva di creare nella capitale un centro d'archivio gay di cui assumerà il ruolo di direttore di ricerca. Più tardi, tuttavia, verrà "licenziato per mancanza di risultati".
Molto legato agli argomenti storici, ha fatto una campagna attiva per il riconoscimento della deportazione omosessuale dai nazisti durante la seconda guerra mondiale.

## Pubblicazioni
- (FR) Jean Le Bitoux, Pierre Seel, Moi, Pierre Seel, déporté homosexuel, 1994, Calman-Lévy.
- (FR) Jean Le Bitoux, Les Oubliés de la mémoire, 2002, Hachette Littératures.
- (FR) Jean Le Bitoux, Hervé Chevaux e Bruno Proth, Citoyen de seconde zone, 2003, Hachette.
- (FR) Jean Le Bitoux, Entretiens sur la question gay, 2005, H&O.